# Склярова, Мария Фёдоровна
Мария Фёдоровна Склярова (1906 — неизвестно) — звеньевая колхоза имени Карла Маркса, города Кизляр Грозненской области, Герой Социалистического Труда.

## Биография
Родилась 10 июля 1906 года в Кизлярском отделе Терской области, в то время входящей в состав Российской империи. Получив школьное образование, с юных лет работала в сельском хозяйстве.
В 1929 году вступила в колхоз имени Карла Маркса в одноимённом селе родного района и стала заниматься виноградарством. Возглавляла звено виноградарей, которое в 1948 году получило урожай винограда общим весом 174,7 центнера с гектара на площади 3,8 га поливных виноградников
17 сентября 1949 года М. Ф. Скляровой одновременно с ещё тремя звеньевыми того же колхоза было присвоено звание Героя Социалистического Труда с вручением с вручением ордена Ленина и золотой медали «Серп и Молот».
С 1968 года носила звание персонального пенсионера союзного значения.

## Награды
- Герой Социалистического труда (1949)
- Орден Ленина
- Медаль «Серп и Молот»
- Медаль «За доблестный труд в Великой Отечественной войне 1941—1945 гг.» (1945)
- Медаль Материнства (2-й степени)